# Marius Mangier
Marius Mangier, né à Lyon le 8 mai 1867, mort à Nantua le 30 août 1952, est un artiste peintre français.

## Biographie
Marius Mangier est le fils d’un libraire installé Grande Rue de la Guillotière. Orphelin de père très jeune, il entre en 1882 à l’École des beaux-arts de Lyon où il est inscrit dans la classe de peinture de Jean-Baptiste Poncet (1827-1901). Dès l888, Mangier expose chaque année au Salon de la Société lyonnaise des beaux-arts. À plusieurs reprises, il participe au concours organisé par l’École des beaux-arts pour le « prix de Paris », mais sans succès. En 1890, il obtient le 1er prix en peinture de figure de son école.
Sorti en 1891 de l’École des beaux-arts de Lyon, il effectue un séjour à Paris où il obtient un certificat d’aptitude à l’enseignement du dessin. À partir de 1896, il devient professeur de dessin à l’école municipale du Petit Collège, puis en 1909 à l’école municipale de la Guillotière, où il enseignera jusqu’en 1930.
En 1909, il entre au conseil d’administration de la Société lyonnaise des beaux-arts et fait partie des membres de son jury annuel.

## Récompenses
En 1890, il obtient la 3e médaille du Salon de la Société lyonnaise des beaux-arts pour son étude d'Abel, en 1904, la 2e médaille pour Les Parques, en 1908, la 1re médaille pour son étude Farniente, ce qui lui donne le droit d’exposer dorénavant hors-concours. En 1912, il obtient la médaille du Salon pour Moïse.

## Œuvres
Entre 1907 et 1909, Mangier exécute avec Francisque Guillermin (1878-1947) des travaux de décorations dans plusieurs établissements lyonnais ainsi que dans la villa de Valensolles (Valence), construite pour l’ingénieur Alfred Gayet.
On doit à Mangier des scènes de genre comme Au jardin, Pierrot, Rêves bleus, Ballade à la lune, Promenade dans le parc, Manu militari ou Messaline. Il brosse aussi des portraits, de nombreuses natures mortes (fleurs, fruits, faisans, lièvres…), des paysages, en particulier des orées de forêts des environs de Condamine-la-Doye, village de l’Ain dans lequel il séjourne régulièrement durant l’été et où il invite de nombreux artistes. 
Œuvres conservées dans des musées :
- Musée des Beaux-Arts de Lyon : Intérieur ; Pommes et raisins.
- Musée des Ursulines, Mâcon : Messaline[3].

## Expositions
Mangier expose à Lyon à la galerie Pouillé-Lecoultre, 65 rue de la République (notamment durant les années 1910-20). On peut mentionner aussi deux expositions de ses œuvres : l’une à la galerie Maire-Pourceaux, 30 quai des Brotteaux [devenu en 1929 quai du général Sarrail], du 19 au 31 mars 1917 et l’autre dans le hall du journal Lyon républicain, 6 rue Childebert, du 15 au 30 mai 1944. La Société lyonnaise des beaux-arts a consacré à cet artiste deux rétrospectives, l’une en 1914 et l’autre en 1953.

## Entourage
Parmi les amis de Marius Mangier, citons l’architecte Tony Garnier (1869-1948) et les peintres Auguste Morisot (1857-1951), Joseph-Auguste Brunetton (1863-1923), Abel Faivre (1867-1945), Abel Gay (1877-1961) dont il est très proche.
De nombreux élèves fréquentent son atelier, entre autres, Pierre Giacomino (1886-1969), Louis Touchagues (1893-1974) ou Alexis Losdat (1898-1993).
Etienne Couvert, pourquoi il pose pour la coupole de St. Pothin de Lyon, où il figure en Saint Thomas